# Exochogyne
Exochogyne  C.B.Clarke  é um género botânico pertencente à família Cyperaceae.

## Espécies
- Exochogyne amazonica
- Exochogyne decandra
- Exochogyne megalorrhyncha
- Exochogyne steyermarkii